# Paralaea polysticha
Paralaea polysticha là một loài bướm đêm trong họ Geometridae.